# 콘월섬 (누나부트 준주)

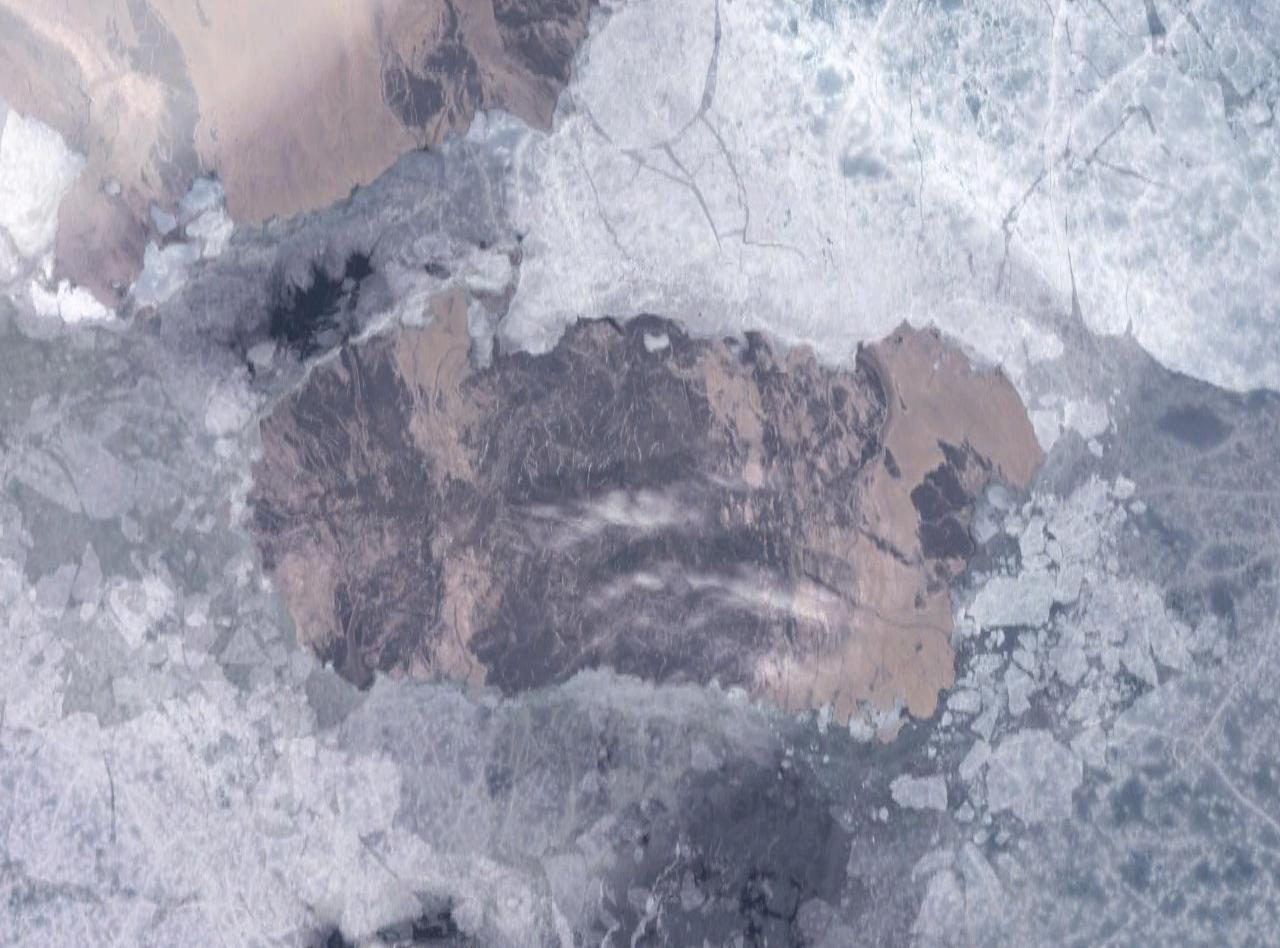
콘월섬

콘월섬(영어: Cornwall Island)은 캐나다 누나부트 준주에 속하는 퀸 엘리자베스 제도를 구성하는 섬 중 하나이다.